# (9943) Bizan
(9943) Bizan est un astéroïde de la ceinture principale.

## Description
(9943) Bizan est un astéroïde de la ceinture principale. Il fut découvert le 29 octobre 1989 à Tokushima par Masayuki Iwamoto et Toshimasa Furuta. Il présente une orbite caractérisée par un demi-grand axe de 2,61 UA, une excentricité de 0,16 et une inclinaison de 4,9° par rapport à l'écliptique.

## Compléments